# Каракилисское сражение
Каракилисское сражение (тур. Karakilise Muharebesi, арм. Ղարաքիլիսայի ճակատամարտ) произошло 26—28 мая 1918 года между турецкими и армянскими войсками у Каракилиса (ныне Ванадзор) в ходе армяно-турецкой войны.

## Предыстория
В ночь с 14 на 15 мая турки на Батумской мирной конференции выдвинули ультиматум об эвакуации армянами Александрополя в течение 24 часов и отступлении армянских войск к линии в 40 километрах от города. Не дожидаясь ответа, на рассвете 15 мая турецкие войска перешли Арпачай и начали наступление к шоссе Тифлис—Александрополь. Армянские войска начали беспорядочно и спешно отступать из Александрополя в Дилижан. Как и в Карсе, огромное количество боеприпасов было оставлено врагу.
Штабквартира генерала Назарбекова находилась в Каракилисе, в 56 км от Александрополя, через который проходило шоссе в Дилижан и железная дорога в Тифлис. Он издал следующие приказы:
- 1-й стрелковой дивизии (12 батальонов) и 8-му стрелковому полку (6 батальонов) держать линию к западу от станции Амамлы, где часть шоссе ответвляется к югу Эривани;
- Эрзерумскому, Эрзинджанскому, Хинисскому и Каракилисскому добровольческим полкам (8 батальонов) и 2 кавалерийским полкам (1000 сабель) двигаться на юг вдоль шоссе на Эривань в качестве подкрепления группы, базировавшейся в Эривани;
- Лорийскому и Ахалкалакскому добровольческим полкам (4 батальона) под предводительством Андраника держать позицию у Гюллю-булака, где шоссе Александрополь—Тифлис разветвляется в сторону Тифлиса и Ахалкалаки.

Так как Эривань была столицей Армении отправка подкрепления в этом направлении была политически неизбежна; и главные войска в Амамлы по-прежнему имели возможность объединения с эриванской группой через шоссе Дилижан—Эривань. Фланговая группа Андраника у Гюллю-булака была хорошей идеей, но эти войска были слишком слабыми, чтобы быть эффективными в регулярных операциях.
Будучи в Александрополе, турки контролировали важный железнодорожный узел, в котором линия из Сарыкамыша и Карса объединялась с основной линией Тифлис—Джульфа. Тем не менее, было важно отбросить армянские войска, владеющие дорожной развязкой у Амамлы, которая контролировала альтернативный путь в Эривань и Эчмиадзин вокруг массива Алагёз. Турки также решили ударить по фланговой группе Андраника через дорожную развилку на Ахалкалаки и Тифлис. 5-я Кавказская дивизия начало наступление против Андраника, в то время как 36-я и некоторые части 9-й были задействованы против армянской линии перед Амамлы. Здесь, 21 и 22 мая, турки, будучи лишь немного сильнее армян в пехоте, легко отбросили главные силы Назарбекова. Армянский командующий принял решение концентрировать войска у Каракилиса и стоять здесь насмерть. 24 мая один из его отрядов даже сумел контратаковать и отбросить турецкий авангард назад к Амамлы.
Между тем, 19 мая 5-я Кавказская дивизия захватила Гюллю-булак и затем перевал Карахач на дороге Александрополь—Тифлис. Андраник отступил к Воронцовке, преследуемый турками. От Воронцовки он свернул на юго-восток, в сторону Каракилиса, так как боялся быть отрезанным от главных сил. 22 и 23 мая силы Андраника сражались у Джелал-оглы, затем отсутпили к железнодорожной станции Дсех (в 40 км от Каракилиса).

## Битва
С 26 по 28 мая в Каракилисском произошло наиболее важное сражение в армяно-турецкой войне 1918 года. Армянские стрелковые полки сражались упорно, но турки сконцентрировали против армянской линии обороны не только 36-ю Кавказскую, но и 5-ю Кавказскую дивизию, наступавшую со стороны Джелалоглы. 27 мая Назарбеков потерял село Безобдал и гору, возвышающую над ней, после чего правый фланг армян сдвинулся к станции Шаганлы. На следующий день турки обошли армянские силы слева, захватили село Вартанлы и отрезали шоссе к Дилижану. Назарбеков с трудом сумел вывести свои войска из трудного положения. Отступающие через горные проходы армянские отряды взяли шоссе под контроль у сел Бозикент и Никитино, и 29 мая взяли позицию у Дилижана. Войска Назарбекова сократились в результате потерь и возможно дезертирства до 5000 солдат, боевой дух которых был не слишком высок. На следующий день Андраник присоединился к Назарбекову в Дилижане, но отказался признать перемирие, которое было заключено на тот момент и со своей дивизей отправился в горы, выступающие над озером Севан.
У нас нет сил победить армян. Трёхдневная битва в Каракилисе показывает, что, пока их существование находится под угрозой, они предпочитают умирать, сражаясь. Мы не должны вступать в битву с силой, которая может поднять 1 200 000 армян... Короче говоря, мы должны договориться с армянами и грузинами.Донесение Вехип-паши в генеральный штаб.